# Benito de Omaña
Benito de Omaña (Cangas de Tineo, Asturias, 1650 - Jaén, 19 de marzo de 1712) religioso español, colegial mayor de Santa Cruz de Valladolid (1675), catedrático en esa Universidad y en la de Granada, pasó después a Roma como auditor del Tribunal de La Rota en 1701, de donde regresó a España para dirigir la diócesis jienense en 1708. Obispo de Jaén entre el 24-IX-1708 y el 19-III-1712, fecha de su fallecimiento.
Escribió un papel probando la identidad del retrato o sudario de Jesucristo en aquella iglesia.
En 1711 donó al Santuario del Acebo una custodia de plata (hoy día en el Museo de la Iglesia de Oviedo), una de las piezas de orfebrería más carismáticas del concejo de Cangas del Narcea (hasta 1927 Cangas de Tineo).
Es autor de los trabajos titulados: 
- Decisiones de La Rota

- Papel probando la identidad del retrato o sudario de Jesucristo en la Catedral de Jaén.

| Predecesor: Antonio de Brizuela y Salamanca | Obispo de Jaén 1708 - 1712 | Sucesor: Rodrigo Marín Rubio |